# Anton Schmid
Anton Franz Schmid, född den 30 januari 1787 i Pihl i Böhmen, död den 3 juli 1857 i Salzburg, var en österrikisk musikskriftställare.
Schmid, som var konservator för musikaliska avdelningen av Wiens hovbibliotek, skrev bland annat värdefulla biografier över Petrucci (1845] och Gluck (1854).